# Зонов, Василий Андрианович
Василий Андрианович Зонов (1926—2011) — советский передовик сельского хозяйства. Лауреат Государственной премии СССР. Герой Социалистического Труда (1976).

## Биография
Родился 20 марта 1926 года в селе Зоново (на территории современного Куйбышевского района Новосибирской области) в крестьянской семье.
В 1933 году остался без матери, в 1941 году во время Великой Отечественной войны погиб его отец, воспитывался своей бабушкой.
После окончания семи классов работал в колхозе Куйбышевского района Новосибирской области. В 1944 году был призван в ряды Красной Армии. Участник Великой Отечественной войны — снайпер и затем заместителем командира отделения 352-го гвардейского стрелкового полка 107-й гвардейской стрелковой дивизии. Участвовал в освобождении Австрии и Чехословакии. За время войны был награждён двумя Медалями «За отвагу».
С 1950 года после увольнения в запас переехал в село Пивденное Никопольского района Днепропетровской области Украинской ССР. В 1950 году начал работать — механизатором птицефабрики имени Куйбышева. Позднее был назначен — начальником механизированного отряда птицефабрики и звеньевым в совхозе «Чкаловский» Никопольского района Днепропетровской области. Был участником ВДНХ СССР, награждался золотой медалью ВДНХ.
8 декабря 1973 года Указом Президиума Верховного Совета СССР «за выдающиеся успехи в труде» Василий Андрианович Зонов был награждён Орденом Ленина.
24 декабря 1976 года Указом Президиума Верховного Совета СССР «за выдающиеся успехи, достигнутые во Всесоюзном социалистическом соревновании, проявленную трудовую доблесть в выполнении планов и социалистических обязательств по увеличению производства и продажи государству сельскохозяйственных продуктов в 1976 году» Василий Андрианович Зонов был удостоен звания Героя Социалистического Труда с вручением Ордена Ленина и золотой медали «Серп и Молот».
В. А. Зонову «за выдающиеся достижения в труде» присуждалась Государственная премия СССР. Избирался депутатом Никопольского районного совета и членом районного совета ветеранов.
С 1986 года вышел на заслуженный отдых.
Жил в городе Никополь. Умер 9 июня 2011 года. Похоронен на аллее Славы городского кладбища.

## Награды
- Медаль «Серп и Молот» (24.12.1976)
- Орден Ленина (08.12.1973, 24.12.1976)
- Орден Отечественной войны 2-й степени (11.03.1985)
- Медаль «За отвагу» (22.04.45, 16.05.45)
- Медаль «За победу над Германией в Великой Отечественной войне 1941—1945 гг.»
- Золотая медаль ВДНХ
- Орден «За мужество» III степени

### Премия
- Государственная премия СССР